# Cristiano Piccini
Cristiano Piccini (Firenze, 26 settembre 1992) è un calciatore italiano, difensore svincolato.

## Caratteristiche tecniche
Il suo ruolo naturale è quello di terzino destro in una difesa a 4, ma può anche giocare da esterno destro in un centrocampo a 5, oppure come difensore centrale. Durante il periodo nelle giovanili della Fiorentina, è stato impiegato da ala sulla stessa fascia, prima di arretrare la sua posizione su consiglio di Pantaleo Corvino. Abile sia nella fase difensiva, sia in quella offensiva, ha dimostrato buone doti nel dribbling e nelle incursioni sul fondo per effettuare dei cross. È dotato di ottima intelligenza tattica, ed è abile negli intercetti e nei duelli aerei.

## Carriera

### Club

#### Gli inizi, Fiorentina e vari prestiti
Cristiano Piccini inizia a giocare a calcio a 6 anni nell'U.S. Sporting Arno di Badia a Settimo. Nel 2002 arriva alla Fiorentina, squadra di cui è da sempre tifoso, dove compie tutta la trafila delle giovanili - vincendo anche il Campionato Allievi Nazionali nel 2009 e una Coppa Italia Primavera - prima di debuttare in prima squadra il 5 dicembre 2010, durante l'incontro di massima serie nella partita contro il Cagliari, vinta per 1-0.
Nel 2011 si trasferisce in prestito alla Carrarese giocando per una stagione da titolare in Lega Pro Prima Divisione, mentre nel 2012-2013 è ancora in prestito allo Spezia, giocando titolare in Serie B.
Nel 2013 si trasferisce in prestito al Livorno, tornando a giocare in Serie A già dalla prima giornata di campionato, cioè Livorno-Roma (0-2) disputata il 25 agosto 2013.

#### Betis e Sporting Lisbona
Tornato alla Fiorentina a fine stagione, svolge tutta la preparazione estiva con i viola fino al 27 agosto 2014, quando viene ufficializzato il passaggio in prestito al Betis, squadra militante nella seconda divisione del campionato spagnolo. Dopo essere ritornato a Firenze, il 9 luglio 2015 viene acquistato a titolo definitivo per 1,5 milioni di euro dal Betis, con cui firma un contratto di durata quadriennale. La Fiorentina si riserva un diritto di riacquisto a 2,5 milioni entro un anno e 3 milioni al termine del secondo.
Il 1º luglio 2017 è acquistato dallo Sporting Lisbona, che versa nelle casse del Betis 3 milioni di euro e fissa una clausola rescissoria di 45 milioni.

#### Valencia e Atalanta
Il 23 luglio 2018 è acquistato dal Valencia, per 10 milioni di euro, firmando un contratto quadriennale con clausola da 80 milioni. Il 23 dicembre segna il suo primo gol nella Liga con la maglia del Valencia decidendo al 93º la sfida contro l'Huesca terminata 2-1. Il 28 agosto 2019, durante un allenamento, si frattura la rotula del ginocchio destro, rimanendo indisponibile per tutto il resto della stagione. Ha quindi modo di collezionare solo 40 presenze e 1 gol in due stagioni.
Il 9 settembre 2020, Piccini si trasferisce in prestito con diritto di riscatto all'Atalanta. Esordisce con i bergamaschi il 21 novembre seguente in occasione del pareggio per 0-0 in casa dello Spezia. A causa di un altro grave infortunio, resta spesso indisponibile: così, il 23 gennaio 2021, non avendo giocato altre partite con i nerazzurri, il prestito viene risolto anticipatamente. Milita nel Valencia nella prima parte della stagione 2021-2022.

#### Stella Rossa e Magdeburgo
Il 15 gennaio 2022, Piccini viene ceduto a titolo definitivo alla Stella Rossa, club della prima divisione serba, con cui conclude la stagione vincendo sia il campionato che la Coppa di Serbia. Il 13 luglio seguente, il terzino rescinde di comune accordo il contratto con la squadra serba, ufficialmente per via dei suoi problemi fisici. Tuttavia, il giocatore ha in seguito negato tale versione dei fatti, indicando problemi personali e difficoltà di ambientamento come i motivi reali della sua scelta.
Il 6 settembre 2022, viene ufficializzato il suo passaggio al Magdeburgo, club militante nella seconda divisione tedesca. Fa quindi il suo esordio in maglia bianco-blu cinque giorni dopo, l'11 settembre, partendo da titolare nell'incontro di campionato contro il Greuther Fürth: nell'occasione, il terzino apre le marcature, con la partita che si conclude sul 2-1 a favore della sua squadra. Il 6 novembre successivo, realizza la sua prima doppietta in carriera, risultando decisivo ai fini della vittoria per 2-1 sul campo del Norimberga. Il 29 gennaio 2024, risolve anticipatamente il proprio contratto con la società tedesca.

#### Sampdoria, Atlético San Luis e Yverdon
Il 31 gennaio 2024, viene acquistato a titolo definitivo dalla Sampdoria, militante in Serie B, con cui firma un contratto al termine della stagione. Lascia il club blucerchiato alla fine della stessa annata, non avendo trovato un accordo per rinnovare il proprio contratto.
Il 1º luglio 2024, viene ufficializzato il suo ingaggio a parametro zero da parte dell'Atlético San Luis, nella Liga MX, con cui firma un contratto biennale. Diventa così il settimo giocatore italiano ad approdare nella massima serie messicana. Tuttavia, il 7 febbraio 2025 il giocatore annuncia di aver risolto il proprio contratto con il club e di aver deciso di prendersi "il tempo necessario per riflettere" se proseguire la propria carriera, a causa dei ripetuti problemi fisici.
Avendo deciso di non smettere con l'attività, il 19 febbraio firma un contratto fino a fine stagione, con l'Yverdon, in massima serie svizzera.

### Nazionale
Nel 2011 gioca 5 partite con la nazionale Under-19 e 6 partite con l'Under-20, chiudendo l'esperienza con quest'ultima selezione nel 2012 con la settima presenza.
Il 14 agosto 2013 esordisce in nazionale Under-21 nell'amichevole vinta per 4-1 in trasferta sulla Slovacchia.
L'8 ottobre 2018, a seguito della defezione di D'Ambrosio, viene convocato in nazionale maggiore dal CT Roberto Mancini. Esordisce in Nazionale il successivo 10 ottobre, a 26 anni, entrando al posto di Florenzi nel secondo tempo della partita amichevole Italia-Ucraina (1-1) disputata a Genova.

## Statistiche

### Presenze e reti nei club
Statistiche aggiornate al 18 gennaio 2025.
| Stagione          | Squadra           | Campionato        | Campionato | Campionato | Coppe nazionali | Coppe nazionali | Coppe nazionali | Coppe continentali | Coppe continentali | Coppe continentali | Altre coppe | Altre coppe | Altre coppe | Totale | Totale |
| Stagione          | Squadra           | Comp              | Pres       | Reti       | Comp            | Pres            | Reti            | Comp               | Pres               | Reti               | Comp        | Pres        | Reti        | Pres   | Reti   |
| ----------------- | ----------------- | ----------------- | ---------- | ---------- | --------------- | --------------- | --------------- | ------------------ | ------------------ | ------------------ | ----------- | ----------- | ----------- | ------ | ------ |
| 2010-2011         | Fiorentina        | A                 | 1          | 0          | CI              | 0               | 0               | -                  | -                  | -                  | -           | -           | -           | 1      | 0      |
| 2011-2012         | Carrarese         | 1D                | 32         | 1          | CI+CI-LP        | 0               | 0               | -                  | -                  | -                  | -           | -           | -           | 32     | 1      |
| 2012-2013         | Spezia            | B                 | 30         | 0          | CI              | 0               | 0               | -                  | -                  | -                  | -           | -           | -           | 30     | 0      |
| 2013-2014         | Livorno           | A                 | 20         | 0          | CI              | 1               | 0               | -                  | -                  | -                  | -           | -           | -           | 21     | 0      |
| 2014-2015         | Betis             | SD                | 12         | 0          | CR              | 3               | 0               | -                  | -                  | -                  | -           | -           | -           | 15     | 0      |
| 2015-2016         | Betis             | PD                | 16         | 0          | CR              | 2               | 0               | -                  | -                  | -                  | -           | -           | -           | 18     | 0      |
| 2016-2017         | Betis             | PD                | 23         | 2          | CR              | 2               | 1               | -                  | -                  | -                  | -           | -           | -           | 25     | 3      |
| Totale Betis      | Totale Betis      | Totale Betis      | 51         | 2          |                 | 7               | 1               |                    | -                  | -                  |             | -           | -           | 58     | 3      |
| 2017-2018         | Sporting Lisbona  | PL                | 24         | 0          | CP+CdL          | 2+4             | 0               | UCL+UEL            | 7+3                | 0                  | -           | -           | -           | 40     | 0      |
| 2018-2019         | Valencia          | PD                | 23         | 1          | CR              | 7               | 0               | UCL+UEL            | 3+5                | 0                  | -           | -           | -           | 38     | 1      |
| 2019-2020         | Valencia          | PD                | 2          | 0          | CR              | 0               | 0               | UCL                | 0                  | 0                  | -           | -           | -           | 2      | 0      |
| 2020-gen. 2021    | Atalanta          | A                 | 1          | 0          | CI              | 0               | 0               | UCL                | 0                  | 0                  | -           | -           | -           | 1      | 0      |
| gen.-giu. 2021    | Valencia          | PD                | 3          | 0          | CR              | 0               | 0               | -                  | -                  | -                  | -           | -           | -           | 3      | 0      |
| 2021-gen. 2022    | Valencia          | PD                | 6          | 1          | CR              | 2               | 0               | -                  | -                  | -                  | -           | -           | -           | 8      | 1      |
| Totale Valencia   | Totale Valencia   | Totale Valencia   | 34         | 2          |                 | 8               | 0               |                    | 8                  | 0                  |             |             |             | 50     | 2      |
| gen.-giu. 2022    | Stella Rossa      | SL                | 10         | 0          | CS              | 2               | 0               | UCL+UEL            | 0+2                | 0+0                | -           | -           | -           | 14     | 0      |
| set. 2022-2023    | Magdeburgo        | 2BL               | 17         | 4          | CG              | 0               | 0               | -                  | -                  | -                  | -           | -           | -           | 17     | 4      |
| 2023-gen. 2024    | Magdeburgo        | 2BL               | 13         | 1          | CG              | 2               | 0               | -                  | -                  | -                  | -           | -           | -           | 15     | 1      |
| Totale Magdeburgo | Totale Magdeburgo | Totale Magdeburgo | 30         | 5          |                 | 2               | 0               |                    | -                  | -                  |             | -           | -           | 32     | 5      |
| gen.-giu. 2024    | Sampdoria         | B                 | 10+1       | 0          | CI              | -               | -               | -                  | -                  | -                  | -           | -           | -           | 11     | 0      |
| 2024-gen.2025     | Atlético San Luis | PD                | 4+3        | 0+0        | -               | -               | -               | -                  | -                  | -                  | LC          | 1           | 0           | 8      | 0      |
| Totale carriera   | Totale carriera   | Totale carriera   | 247+4      | 10         |                 | 26              | 1               |                    | 19                 | 0                  |             | -           | -           | 297    | 11     |

### Cronologia presenze e reti in nazionale
| Cronologia completa delle presenze e delle reti in nazionale ― Italia | Cronologia completa delle presenze e delle reti in nazionale ― Italia | Cronologia completa delle presenze e delle reti in nazionale ― Italia | Cronologia completa delle presenze e delle reti in nazionale ― Italia | Cronologia completa delle presenze e delle reti in nazionale ― Italia | Cronologia completa delle presenze e delle reti in nazionale ― Italia | Cronologia completa delle presenze e delle reti in nazionale ― Italia | Cronologia completa delle presenze e delle reti in nazionale ― Italia |
| Data                                                                  | Città                                                                 | In casa                                                               | Risultato                                                             | Ospiti                                                                | Competizione                                                          | Reti                                                                  | Note                                                                  |
| --------------------------------------------------------------------- | --------------------------------------------------------------------- | --------------------------------------------------------------------- | --------------------------------------------------------------------- | --------------------------------------------------------------------- | --------------------------------------------------------------------- | --------------------------------------------------------------------- | --------------------------------------------------------------------- |
| 10-10-2018                                                            | Genova                                                                | Italia                                                                | 1 – 1                                                                 | Ucraina                                                               | Amichevole                                                            | -                                                                     | 84’                                                                   |
| 14-10-2018                                                            | Chorzów                                                               | Polonia                                                               | 0 – 1                                                                 | Italia                                                                | UEFA Nations League 2018-2019 - 1º turno                              | -                                                                     | 83’                                                                   |
| 23-3-2019                                                             | Udine                                                                 | Italia                                                                | 2 – 0                                                                 | Finlandia                                                             | Qual. Euro 2020                                                       | -                                                                     | 82’                                                                   |
| Totale                                                                |                                                                       | Presenze                                                              | 3                                                                     |                                                                       | Reti                                                                  | 0                                                                     |                                                                       |

| Cronologia completa delle presenze e delle reti in nazionale ― Italia under 21 | Cronologia completa delle presenze e delle reti in nazionale ― Italia under 21 | Cronologia completa delle presenze e delle reti in nazionale ― Italia under 21 | Cronologia completa delle presenze e delle reti in nazionale ― Italia under 21 | Cronologia completa delle presenze e delle reti in nazionale ― Italia under 21 | Cronologia completa delle presenze e delle reti in nazionale ― Italia under 21 | Cronologia completa delle presenze e delle reti in nazionale ― Italia under 21 | Cronologia completa delle presenze e delle reti in nazionale ― Italia under 21 |
| Data                                                                           | Città                                                                          | In casa                                                                        | Risultato                                                                      | Ospiti                                                                         | Competizione                                                                   | Reti                                                                           | Note                                                                           |
| ------------------------------------------------------------------------------ | ------------------------------------------------------------------------------ | ------------------------------------------------------------------------------ | ------------------------------------------------------------------------------ | ------------------------------------------------------------------------------ | ------------------------------------------------------------------------------ | ------------------------------------------------------------------------------ | ------------------------------------------------------------------------------ |
| 5-3-2014                                                                       | Senec                                                                          | Slovacchia under 21                                                            | 1 – 4                                                                          | Italia under 21                                                                | Amichevole                                                                     | -                                                                              |                                                                                |
| Totale                                                                         |                                                                                | Presenze                                                                       | 1                                                                              |                                                                                | Reti                                                                           | 0                                                                              |                                                                                |

## Palmarès

### Club

#### Competizioni giovanili
- Campionato Allievi Nazionali: 1

Fiorentina: 2008-2009
- Coppa Italia Primavera: 1

Fiorentina: 2010-2011

#### Competizioni nazionali
- Segunda División: 1

Betis: 2014-2015
- Coppa di Lega portoghese: 1

Sporting Lisbona: 2017-2018
- Coppa di Spagna: 1

Valencia: 2018-2019
- Campionato serbo: 1

Stella Rossa: 2021-2022
- Coppa di Serbia: 1

Stella Rossa: 2021-2022